# 요 바일
요 바일(Jo Weil, 1977년 8월 29일 ~ )은 독일의 배우이다.